# Loupežnický vrch
Loupežnický vrch (také Větrov) je zalesněný čedičový kopec nacházející se v Lužických horách v katastrálním území Kněžice v Lužických horách města Jablonné v Podještědí. V dřívějších dobách byl kopec nazýván také Jestřáb. Na jeho vrcholu se těžil kámen, z tohoto důvodu je také až k samotnému vršku vybudovaná široká lesní silnice.

## Poloha
Kopec leží zhruba 3 km východně od obce Petrovice, poblíž Jablonného v Podještědí a 4 km severně od obce Rynoltice, takřka u německo-české hranice.

## Vrchol
Výhled z lesem obrostlého vršku kopce je velmi omezený. Kdysi zde stál možná hrad Winterstein, který zřejmě sloužil k střežení obchodní cesty spojující Čechy a Německo. Jméno Větrov, které má zřícenina dnes je pouze novodobé a nemá historické oprávnění. Skutečný název se nezachoval. Záznamy z pozemkového zápisu z roku 1592 hovoří již jen o názvu „starý hrad“ (německy Burgberg). Hrad by v minulosti prakticky (snad roku 1442 po zboření) celý rozebrán, takže dnes zde nejsou již žádné stopy. Pod vrcholem je palouk s malým posezením a ohništěm.
Zprávy o existenci hradu jsou rozporuplné a není jisté, zda tady vůbec kdy nějaký hrad stál a zda se netýkají jiné lokalty. Vyloučit se to nedá.

## Přístup
Loupežnický vrch je přístupný buď z Petrovic po červeně značené turistické stezce (3 km) nebo z Černé Louže nejprve po zelené značce a později kolem rozcestí u Tobiášovy borovice po červené značce k vrcholu.